# Eishockey-Weltmeisterschaft der U20-Junioren 2009
Die 33. Eishockey-Weltmeisterschaften der U20-Junioren der Internationalen Eishockey-Föderation IIHF waren die Eishockey-Weltmeisterschaften des Jahres 2009 in der Altersklasse der Unter-Zwanzigjährigen (U20). Insgesamt nahmen zwischen dem 14. Dezember 2008 und 15. Januar 2009 34 Nationalmannschaften an den fünf Turnieren der Top-Division sowie der Divisionen I und II teil.
Der Weltmeister wurde zum 15. Mal insgesamt und zum fünften Mal in Folge die Mannschaft Kanadas, die im Finale Schweden mit 5:1 bezwingen konnte. Die deutsche Mannschaft konnte nach dem Aufstieg im Vorjahr erneut nicht die Klasse halten und stieg in die Division I ab, die Schweiz belegte den ersten Platz in der Gruppe A der Division I und stieg damit in die Top-Division auf. Österreich wurde in der Gruppe B der Division I ebenfalls Erster und stieg ebenso in die WM-Gruppe auf.

## Teilnehmer, Austragungsorte und -zeiträume
- Top-Division: 26. Dezember 2008 bis 5. Januar 2009 in Ottawa, Kanada
Teilnehmer:  Deutschland (Aufsteiger),  Finnland,  Kanada (Titelverteidiger),  Kasachstan,  Lettland (Aufsteiger),  Russland,  Schweden,  Slowakei,  Tschechien,  USA
- Division I
  - Gruppe A: 14. bis 20. Dezember 2008 in Herisau, Schweiz
Teilnehmer:  Belarus,  Estland (Aufsteiger),  Frankreich,  Polen,  Schweiz (Absteiger),  Slowenien
  - Gruppe B: 15. bis 21. Dezember 2008 in Aalborg, Dänemark
Teilnehmer:  Dänemark (Absteiger),  Italien (Aufsteiger),  Österreich,  Norwegen,  Ukraine,  Ungarn
- Division II
  - Gruppe A: 15. bis 21. Dezember 2008 in Miercurea Ciuc, Rumänien
Teilnehmer:  Belgien,  Japan,  Litauen (Absteiger),  Rumänien,  Serbien (Aufsteiger),  Südkorea
  - Gruppe B: 10. bis 15. Januar 2009 in Logroño, Spanien
Teilnehmer:  Volksrepublik China,  Großbritannien (Absteiger),  Kroatien,  Mexiko,  Niederlande,  Spanien

Neuseeland verzichtet aus finanziellen Gründen auf die Teilnahme an der Division II, dafür rückte die Volksrepublik China nach. Das in Nordkorea geplante Turnier der Division III wurde nicht ausgetragen.

## Top-Division
Die U20-Weltmeisterschaft wurde vom 26. Dezember 2008 bis zum 5. Januar 2009 in der kanadischen Hauptstadt Ottawa im Scotiabank Place (19.153 Plätze) und im Ottawa Civic Centre (9.862 Plätze) ausgetragen. Es nahmen zehn Nationalmannschaften teil, die in zwei Gruppen zu je fünf Teams spielten. Kanada errang seinen 15. Weltmeistertitel und sicherte sich den Titel zum fünften Mal in Folge.
| Gruppe A    | Gruppe B |
| ----------- | -------- |
| Kanada      | Schweden |
| USA         | Russland |
| Tschechien  | Finnland |
| Kasachstan  | Slowakei |
| Deutschland | Lettland |

### Modus
Nach den Gruppenspielen der Vorrunde qualifizierten sich die beiden Gruppenersten direkt für das Halbfinale. Die Gruppenzweiten und -dritten bestritten je ein Qualifikationsspiel zur Halbfinalteilnahme. Die Vierten und Fünften der Gruppenspiele bestritten – bei Mitnahme des Ergebnisses der direkten Begegnung aus der Vorrunde – die Abstiegsrunde und ermittelten dabei zwei Absteiger in die Division I.

### Austragungsorte
| \| Ottawa \|                         |
| Austragungsort der Weltmeisterschaft |
| Ottawa                               |

| Ottawa |

### Vorrunde

#### Gruppe A
| 26. Dezember 2008 15:30 Uhr (Ortszeit) | 26. Dezember 2008 21:30 Uhr (MEZ) | Deutschland T. Ritter (12:08) P. Pohl (53:51) | 2:8 (1:2, 0:3, 1:3) Spielbericht | USA C. Wilson (8:23) D. Bowman (17:51) J. Schroeder (20:20) J. van Riemsdyk (32:43) T. Johnson (34:27) J. van Riemsdyk (40:35) D. Bowman (46:26) M. Rust (59:59) | Scotiabank Place, Ottawa Zuschauer: 18.795 |

| 26. Dezember 2008 19:30 Uhr | 27. Dezember 2008 1:30 Uhr | Kanada J. Tavares (19:56) J. Tavares (22:09) A. Esposito (27:08) R. Ellis (28:13) T. Ennis (33:33) C. DiDomenico (42:08) Z. Boychuk (48:18) A. Pietrangelo (51:51) | 8:1 (1:0, 4:1, 3:0) Spielbericht | Tschechien J. Káňa (58:00) | Scotiabank Place, Ottawa Zuschauer: 19.622 |

| 27. Dezember 2008 19:30 Uhr | 28. Dezember 2008 1:30 Uhr | Kasachstan | 0:9 (0:3, 0:4, 0:2) Spielbericht | Deutschland S. Fischhaber (4:43) J. Flaake (8:31) A. Huebscher (18:45) D. Weiß (21:52) S. Rupprich (22:06) G. Fauser (23:16) M. Nowak (27:56) J. Flaake (51:21) C. Morrison (57:15) | Scotiabank Place, Ottawa Zuschauer: 18.305 |

| 28. Dezember 2008 15:30 Uhr | 28. Dezember 2008 21:30 Uhr | Kasachstan | 0:15 (0:4, 0:5, 0:6) Spielbericht | Kanada J. Eberle (1:29) J. Benn (8:48) J. Benn (15:53) P. K. Subban (17:26) C. Hodgson (21:36) C. DiDomenico (24:11) J. Benn (24:41) T. Ennis (32:32) J. Tavares (34:52) E. Kane (40:50) J. Tavares (51:29) C. Hodgson (52:15) P. K. Subban (54:17) S. Della Rovere (56:02) T. Myers (59:16) | Scotiabank Place, Ottawa Zuschauer: 19.176 |

| 28. Dezember 2008 19:30 Uhr | 29. Dezember 2008 1:30 Uhr | USA J. Schroeder (13:00) M. Rust (31:46) J. van Riemsdyk (38:34) J. Schroeder (43:43) | 4:3 (1:0, 2:1, 1:2) Spielbericht | Tschechien O. Roman (25:14) M. Parýzek (47:02) J. Káňa (56:43) | Scotiabank Place, Ottawa Zuschauer: 19.847 |

| 29. Dezember 2008 19:30 Uhr | 30. Dezember 2008 1:30 Uhr | Deutschland D. Wolf (28:40) | 1:5 (0:1, 1:1, 0:3) Spielbericht | Kanada Z. Boychuk (7:21) J. Benn (25:57) E. Kane (41:04) J. Tavares (51:25) Z. Boychuk (55:57) | Scotiabank Place, Ottawa Zuschauer: 19.326 |

| 30. Dezember 2008 15:30 Uhr | 30. Dezember 2008 21:30 Uhr | Tschechien D. Štich (13:19) Z. Okál (15:23) O. Roman (35:58) T. Knotek (44:02) R. Gudas (47:56) O. Roman (49:13) | 6:0 (2:0, 1:0, 3:0) Spielbericht | Deutschland | Scotiabank Place, Ottawa Zuschauer: 17.976 |

| 30. Dezember 2008 19:30 Uhr | 31. Dezember 2008 1:30 Uhr | USA I. Cole (16:26) A. Palushaj (17:07) D. Bowman (18:59) C. Wilson (20:52) C. Wilson (21:11) J. van Riemsdyk (25:34) D. Kristo (27:12) A. Palushaj (32:28) M. Hoeffel (50:08) J. Hayes (53:59) M. Wahl (55:02) M. Rust (59:55) | 12:0 (3:0, 5:0, 4:0) Spielbericht | Kasachstan | Scotiabank Place, Ottawa Zuschauer: 18.288 |

| 31. Dezember 2008 15:30 Uhr | 31. Dezember 2008 21:30 Uhr | Tschechien T. Knotek (1:49) R. Szturc (5:48) J. Káňa (8:17) V. Růžička (10:14) V. Růžička (12:51) T. Knotek (15:51) Z. Okál (25:55) J. Káňa (26:31) J. Káňa (32:34) J. Káňa (36:00) | 10:2 (6:1, 4:0, 0:1) Spielbericht | Kasachstan O. Onischtschenko (7:17) K. Sawenkow (51:08) | Scotiabank Place, Ottawa Zuschauer: 17.664 |

| 31. Dezember 2008 19:30 Uhr | 1. Januar 2009 1:30 Uhr | Kanada J. Tavares (14:55) J. Tavares (15:43) J. Eberle (18:10) Z. Boychuk (20:37) C. Hodgson (26:56) J. Tavares (59:13) T. Ennis (59:50) | 7:4 (3:3, 2:1, 2:0) Spielbericht | USA K. Shattenkirk (3:49) J. Hayes (7:15) J. O’Brien (12:35) J. Blum (23:40) | Scotiabank Place, Ottawa Zuschauer: 20.223 |

| Pl. |             | Sp | S | OTS | OTN | N | Tore  | Punkte |
| 1.  | Kanada      | 4  | 4 | 0   | 0   | 0 | 35:06 | 12     |
| 2.  | USA         | 4  | 3 | 0   | 0   | 1 | 28:12 | 9      |
| 3.  | Tschechien  | 4  | 2 | 0   | 0   | 2 | 20:14 | 6      |
| 4.  | Deutschland | 4  | 1 | 0   | 0   | 3 | 12:19 | 3      |
| 5.  | Kasachstan  | 4  | 0 | 0   | 0   | 4 | 02:46 | 0      |

Abkürzungen: Pl. = Platz, Sp = Spiele, S = Siege, OTS = Siege nach Verlängerung (Overtime) oder Penaltyschießen, OTN = Niederlagen nach Verlängerung oder Penaltyschießen, N = Niederlagen

Erläuterungen: Halbfinalqualifikant, Viertelfinalqualifikant, Abstiegsrundenqualifikant

#### Gruppe B
| 26. Dezember 2008 14:30 Uhr (Ortszeit) | 26. Dezember 2008 20:30 Uhr (MEZ) | Lettland J. Ozoliņš (58:03) | 1:4 (0:1, 0:1, 1:2) Spielbericht | Russland W. Woinow (16:56) P. Tschernow (31:38) M. Gontscharow (47:01) D. Klopow (59:48) | Ottawa Civic Centre, Ottawa Zuschauer: 9.441 |

| 26. Dezember 2008 18:30 Uhr | 27. Dezember 2008 0:30 Uhr | Finnland T. Rajala (21:12) | 1:3 (0:2, 1:0, 0:1) Spielbericht | Schweden M. Johansson (9:15) D. Rundblad (12:38) M. Backlund (59:20) | Ottawa Civic Centre, Ottawa Zuschauer: 9.658 |

| 27. Dezember 2008 18:30 Uhr | 28. Dezember 2008 0:30 Uhr | Slowakei R. Tybor (1:54) O. Rusnák (16:26) M. Hrivík (33:20) O. Rusnák (33:58) R. Tybor (38:21) T. Tatar (42:12) A. Bezák (47:34) | 7:2 (2:2, 3:0, 2:0) Spielbericht | Lettland J. Straupe (7:29) R. Cinks (14:05) | Ottawa Civic Centre, Ottawa Zuschauer: 9.370 |

| 28. Dezember 2008 14:30 Uhr | 28. Dezember 2008 20:30 Uhr | Russland N. Filatow (7:56) J. Dadonow (8:34) D. Klopow (11:29) N. Filatow (29:56) D. Klopow (58:14) | 5:2 (3:1, 1:1, 1:0) Spielbericht | Finnland J. Lajunen (5:10) J. Nättinen (23:55) | Ottawa Civic Centre, Ottawa Zuschauer: 9.715 |

| 28. Dezember 2008 18:30 Uhr | 29. Dezember 2008 0:30 Uhr | Schweden S. Hjalmarsson (1:02) M. Backlund (14:42) E. Karlsson (33:30) | 3:1 (2:0, 1:0, 0:1) Spielbericht | Slowakei M. Uhnák (45:33) | Ottawa Civic Centre, Ottawa Zuschauer: 9.726 |

| 29. Dezember 2008 14:30 Uhr | 29. Dezember 2008 20:30 Uhr | Lettland R. Jekimovs (19:53) | 1:10 (1:5, 0:1, 0:4) Spielbericht | Schweden M. Tedenby (2:13) M. Pääjärvi-Svensson (9:15) N. Lasu (13:42) M. Pääjärvi-Svensson (17:39) A. Petersson (19:10) S. Hjalmarsson (26:31) J. Andersson (40:33) E. Karlsson (41:33) D. Ullström (48:31) N. Lasu (49:18) | Ottawa Civic Centre, Ottawa Zuschauer: 9.622 |

| 30. Dezember 2008 14:30 Uhr | 30. Dezember 2008 20:30 Uhr | Russland N. Filatow (2:12) M. Gontscharow (18:34) M. Gontscharow (21:05) N. Filatow (24:29) I. Golowkow (28:32) N. Filatow (29:15) S. Andronow (55:37) S. Korostin (56:52) | 8:1 (2:1, 4:0, 2:0) Spielbericht | Slowakei A. Bezák (13:12) | Ottawa Civic Centre, Ottawa Zuschauer: 9.419 |

| 30. Dezember 2008 18:30 Uhr | 31. Dezember 2008 0:30 Uhr | Finnland T. Sallinen (2:03) N. Lähde (14:25) M. Granlund (23:58) M. Granlund (27:17) A. Roppo (30:34) | 5:1 (2:0, 3:1, 0:0) Spielbericht | Lettland R. Jekimovs (34:03) | Ottawa Civic Centre, Ottawa Zuschauer: 9.376 |

| 31. Dezember 2008 14:30 Uhr | 31. Dezember 2008 20:30 Uhr | Schweden A. Petersson (5:01) S. Hjalmarsson (10:00) A. Petersson (16:50) M. Backlund (17:31) M. Johansson (43:55) | 5:0 (4:0, 0:0, 1:0) Spielbericht | Russland | Ottawa Civic Centre, Ottawa Zuschauer: 9.675 |

| 31. Dezember 2008 18:30 Uhr | 1. Januar 2009 0:30 Uhr | Slowakei R. Pánik (30:36) A. Bezák (48:32) T. Tatar (PS) | 3:2 n. P. (0:0, 1:2, 1:0, 0:0, 1:0) Spielbericht | Finnland N. Lucenius (24:40) N. Lähde (37:37) | Ottawa Civic Centre, Ottawa Zuschauer: 9.312 |

| Pl. |          | Sp | S | OTS | OTN | N | Tore  | Punkte |
| 1.  | Schweden | 4  | 4 | 0   | 0   | 0 | 21:03 | 12     |
| 2.  | Russland | 4  | 3 | 0   | 0   | 1 | 17:09 | 9      |
| 3.  | Slowakei | 4  | 1 | 1   | 0   | 2 | 12:15 | 5      |
| 4.  | Finnland | 4  | 1 | 0   | 1   | 2 | 10:12 | 4      |
| 5.  | Lettland | 4  | 0 | 0   | 0   | 4 | 05:26 | 0      |

Abkürzungen: Pl. = Platz, Sp = Spiele, S = Siege, OTS = Siege nach Verlängerung (Overtime) oder Penaltyschießen, OTN = Niederlagen nach Verlängerung oder Penaltyschießen, N = Niederlagen

Erläuterungen: Halbfinalqualifikant, Viertelfinalqualifikant, Abstiegsrundenqualifikant

### Abstiegsrunde
| 2. Januar 2009 18:30 Uhr (Ortszeit) | 3. Januar 2009 0:30 Uhr (MEZ) | Deutschland D. Weiß (7:06) | 1:7 (1:1, 0:5, 0:1) Spielbericht | Lettland R. Bukarts (7:34) R. Bukarts (25:23) J. Straupe (27:55) R. Bukarts (28:57) V. Pavlovs (29:28) A. Pizāns (36:01) R. Cinks (44:44) | Ottawa Civic Centre, Ottawa Zuschauer: 9.888 |

| 3. Januar 2009 18:30 Uhr | 4. Januar 2009 0:30 Uhr | Finnland J. Niemi (0:22) J. Rask (6:29) T. Sallinen (16:32) A. Roppo (27:26) T. Hartikainen (39:09) T. Rajala (44:33) T. Hartikainen (54:13) | 7:1 (3:0, 2:1, 2:0) Spielbericht | Kasachstan K. Sawenkow (21:03) | Ottawa Civic Centre, Ottawa Zuschauer: 9.180 |

| 4. Januar 2009 14:30 Uhr | 4. Januar 2009 20:30 Uhr | Finnland T. Kivistö (12:40) T. Hartikainen (13:02) J. Niemi (41:31) | 3:1 (2:0, 0:1, 1:0) Spielbericht | Deutschland J. Flaake (29:39) | Ottawa Civic Centre, Ottawa Zuschauer: 9.192 |

| 4. Januar 2009 18:30 Uhr | 5. Januar 2009 0:30 Uhr | Lettland R. Jekimovs (12:53) J. Ozoliņš (29:10) R. Bukarts (41:34) A. Ogorodņikovs (48:43) R. Freibergs (55:15) A. Ogorodņikovs (57:58) R. Jekimovs (59:49) | 7:1 (1:0, 1:0, 5:1) Spielbericht | Kasachstan K. Sawenkow (55:01) | Ottawa Civic Centre, Ottawa Zuschauer: 9.173 |

| Pl. |             | Sp | S | OTS | OTN | N | Tore  | Punkte |
| 1.  | Finnland    | 3  | 3 | 0   | 0   | 0 | 15:03 | 9      |
| 2.  | Lettland    | 3  | 2 | 0   | 0   | 1 | 15:07 | 6      |
| 3.  | Deutschland | 3  | 1 | 0   | 0   | 2 | 11:10 | 3      |
| 4.  | Kasachstan  | 3  | 0 | 0   | 0   | 3 | 02:23 | 0      |

Anmerkung: Die Vorrundenspiele  Kasachstan –  Deutschland (0:9) und  Finnland –  Lettland (5:1) sind in die Tabelle eingerechnet.

Abkürzungen: Pl. = Platz, Sp = Spiele, S = Siege, OTS = Siege nach Verlängerung (Overtime) oder Penaltyschießen, OTN = Niederlagen nach Verlängerung oder Penaltyschießen, N = Niederlagen

Erläuterungen: Absteiger in die Division I

### Finalrunde
|  | Viertelfinale    | Viertelfinale | Viertelfinale |    |          | Halbfinale | Halbfinale | Halbfinale |    |          | Finale           | Finale           | Finale           |
|  |                  |               |               |    |          |            |            |            |    |          |                  |                  |                  |
|  |                  |               |               |    |          | A1         | Kanada     | 6          |    |          |                  |                  |                  |
|  | B2               | Russland      | 5             |    |          | B2         | Russland   | 5          |    |          |                  |                  |                  |
|  | A3               | Tschechien    | 1             |    |          |            |            |            |    | A1       | Kanada           | 5                |                  |
|  |                  |               |               |    | B1       | Schweden   | 1          |            |    |          |                  |                  |                  |
|  |                  |               |               | B1 | Schweden | 5          |            |            |    |          |                  |                  |                  |
|  | A2               | USA           | 3             |    |          | B3         | Slowakei   | 3          |    |          | Spiel um Platz 3 | Spiel um Platz 3 | Spiel um Platz 3 |
|  | B3               | Slowakei      | 5             |    |          |            |            |            | B2 | Russland | 5                |                  |                  |
|  |                  |               |               | B3 | Slowakei | 2          |            |            |    |          |                  |                  |                  |
|  |                  |               |               |    |          |            |            |            |    |          |                  |                  |                  |
|  | Spiel um Platz 5 |               |               |    |          |            |            |            |    |          |                  |                  |                  |
|  | A2               | USA           | 3             |    |          |            |            |            |    |          |                  |                  |                  |
|  | A3               | Tschechien    | 2             |    |          |            |            |            |    |          |                  |                  |                  |

#### Viertelfinale
| 2. Januar 2009 15:30 Uhr (Ortszeit) | 2. Januar 2009 21:30 Uhr (MEZ) | USA I. Cole (12:01) J. Blum (45:31) J. van Riemsdyk (58:42) | 3:5 (1:3, 0:0, 2:2) Spielbericht | Slowakei A. Bezák (11:05) T. Tatar (13:41) J. Molnár (17:53) R. Pánik (51:38) T. Tatar (57:46) | Scotiabank Place, Ottawa Zuschauer: 18.042 |

| 2. Januar 2009 19:30 Uhr | 3. Januar 2009 1:30 Uhr | Russland S. Andronow (11:53) N. Filatow (41:25) J. Gratschow (47:26) J. Dadonow (54:02) P. Tschernow (59:29) | 5:1 (1:0, 0:0, 4:1) Spielbericht | Tschechien R. Gudas (48:01) | Scotiabank Place, Ottawa Zuschauer: 18.753 |

#### Spiel um Platz 5
| 4. Januar 2009 19:30 Uhr | 5. Januar 2009 1:30 Uhr | USA E. Tangradi (8:36) C. Fairchild (53:02) J. van Riemsdyk (62:49) | 3:2 n. V. (1:0, 0:0, 1:2, 1:0) Spielbericht | Tschechien Z. Okál (42:23) O. Roman (50:59) | Scotiabank Place, Ottawa Zuschauer: 17.963 |

#### Halbfinale
| 3. Januar 2009 15:30 Uhr | 3. Januar 2009 21:30 Uhr | Schweden M. Backlund (30:19) M. Backlund (47:04) D. Ullström (48:52) S. Hjalmarsson (51:42) O. Möller (58:43) | 5:3 (0:1, 1:1, 4:1) Spielbericht | Slowakei M. Mertel (19:56) T. Tatar (35:47) T. Tatar (55:58) | Scotiabank Place, Ottawa Zuschauer: 18.112 |

| 3. Januar 2009 19:30 Uhr | 4. Januar 2009 1:30 Uhr | Kanada B. Sonne (2:02) P. Cormier (7:04) J. Eberle (36:40) A. Esposito (45:44) J. Eberle (59:55) J. Eberle (PS) | 6:5 n. P. (2:2, 1:0, 2:3, 0:0, 1:0) Spielbericht | Russland M. Gontscharow (5:18) D. Klopow (7:20) J. Gratschow (40:51) S. Andronow (46:22) D. Klopow (57:40) | Scotiabank Place, Ottawa Zuschauer: 19.327 |

#### Spiel um Platz 3
| 5. Januar 2009 15:30 Uhr | 5. Januar 2009 21:30 Uhr | Russland P. Tschernow (4:30) M. Gontscharow (25:56) N. Filatow (39:28) N. Filatow (51:11) D. Kugryschew (58:07) | 5:2 (1:0, 2:1, 2:1) Spielbericht | Slowakei M. Štajnoch (30:14) T. Tatar (57:01) | Scotiabank Place, Ottawa Zuschauer: 18.763 |

#### Finale
| 5. Januar 2009 19:30 Uhr | 6. Januar 2009 1:30 Uhr | Kanada P. K. Subban (0:38) A. Esposito (24:06) C. Hodgson (40:33) J. Eberle (58:07) C. Hodgson (59:28) | 5:1 (1:0, 1:0, 3:1) Spielbericht | Schweden J. Andersson (48:30) | Scotiabank Place, Ottawa Zuschauer: 20.380 |

### Statistik

#### Beste Scorer
Abkürzungen: GP = Spiele, G = Tore, A = Assists, Pts = Punkte, +/− = Plus/Minus, PIM = Strafminuten; Fett: Turnierbestwert
| Spieler            | Team       | GP | G | A  | Pts | +/− | PIM |
| ------------------ | ---------- | -- | - | -- | --- | --- | --- |
| Cody Hodgson       | Kanada     | 6  | 5 | 11 | 16  | +8  | 2   |
| John Tavares       | Kanada     | 6  | 8 | 7  | 15  | +7  | 0   |
| Jordan Eberle      | Kanada     | 6  | 6 | 7  | 13  | +9  | 2   |
| Nikita Filatow     | Russland   | 7  | 8 | 3  | 11  | +3  | 6   |
| Tomáš Tatar        | Slowakei   | 7  | 7 | 4  | 11  | −2  | 4   |
| Jordan Schroeder   | USA        | 6  | 3 | 8  | 11  | +1  | 2   |
| James van Riemsdyk | USA        | 6  | 6 | 4  | 10  | +1  | 4   |
| Jan Káňa           | Tschechien | 6  | 6 | 4  | 10  | +2  | 0   |
| Teemu Hartikainen  | Finnland   | 6  | 3 | 6  | 9   | +4  | 4   |
| P. K. Subban       | Kanada     | 6  | 3 | 6  | 9   | +12 | 6   |
| Colin Wilson       | USA        | 6  | 3 | 6  | 9   | +1  | 4   |

#### Beste Torhüter
Abkürzungen: GP = Spiele, TOI = Eiszeit (in Minuten), GA = Gegentore, SO = Shutouts, Sv% = gehaltene Schüsse (in %), GAA = Gegentorschnitt; Fett: Turnierbestwert
| Spieler           | Team     | GP | TOI    | GA | SO | Sv%   | GAA  |
| ----------------- | -------- | -- | ------ | -- | -- | ----- | ---- |
| Jacob Markström   | Schweden | 5  | 298:07 | 8  | 1  | 94,29 | 1,61 |
| Juha Metsola      | Finnland | 4  | 245:00 | 6  | 0  | 93,88 | 1,47 |
| Wadim Schelobnjuk | Russland | 5  | 292:29 | 11 | 0  | 92,47 | 2,26 |
| Dustin Tokarski   | Kanada   | 4  | 248:41 | 11 | 0  | 90,60 | 2,65 |
| Nauris Enkuzens   | Lettland | 6  | 346:18 | 25 | 0  | 90,27 | 4,33 |

### Abschlussplatzierungen
| Pl. | Team        |
| --- | ----------- |
| 1   | Kanada      |
| 2   | Schweden    |
| 3   | Russland    |
| 4   | Slowakei    |
| 5   | USA         |
| 6   | Tschechien  |
| 7   | Finnland    |
| 8   | Lettland    |
| 9   | Deutschland |
| 10  | Kasachstan  |

### Titel, Auf- und Abstieg
| Weltmeister Kanada | Keith Aulie, Jamie Benn, Zach Boychuk, Patrice Cormier, Chris DiDomenico, Stefan Della Rovere, Jordan Eberle, Ryan Ellis, Tyler Ennis, Angelo Esposito, Cody Goloubef, Thomas Hickey, Cody Hodgson, Evander Kane, Tyler Myers, Chet Pickard, Alex Pietrangelo, Brett Sonne, P. K. Subban, John Tavares, Colten Teubert, Dustin Tokarski Trainer: Pat Quinn |

| Silber Schweden | Joakim Andersson, Mikael Backlund, Viktor Ekbom, Sebastian Erixon, Tim Erixon, Carl Gustafsson, Victor Hedman, Simon Hjalmarsson, Marcus Johansson, Jacob Josefson, Erik Karlsson, Nicklas Lasu, Jacob Markström, Oscar Möller, Mark Owuya, Magnus Pääjärvi-Svensson, Anton Persson, André Petersson, David Rundblad, Mattias Tedenby, Nichlas Torp, David Ullström Trainer: Pär Mårts |

| Bronze Russland | Danila Alistratow, Sergei Andronow, Dinar Chafisullin, Jewgeni Dadonow, Nikita Filatow, Igor Golowkow, Maxim Gontscharow, Jewgeni Gratschow, Nikita Kljukin, Dmitri Klopow, Alexander Komaristy, Sergei Korostin, Dmitri Kugryschew, Dmitri Kulikow, Michail Paschnin, Kirill Petrow, Alexei Potapow, Wadim Schelobnjuk, Wassili Tokranow, Pawel Tschernow, Maxim Tschudinow, Wjatscheslaw Woinow Trainer: Sergei Nemtschinow |

| Absteiger in die Division I:    | Deutschland, Kasachstan |
| Aufsteiger in die Top Division: | Österreich, Schweiz     |

### Auszeichnungen
Spielertrophäen

| Auszeichnung         | Spieler         | Team     |
| -------------------- | --------------- | -------- |
| Wertvollster Spieler | John Tavares    | Kanada   |
| Bester Torhüter      | Jacob Markström | Schweden |
| Bester Verteidiger   | Erik Karlsson   | Schweden |
| Bester Stürmer       | John Tavares    | Kanada   |

All-Star-Team

| Angriff:      | Nikita Filatow – John Tavares – Cody Hodgson |
| Verteidigung: | Erik Karlsson – P. K. Subban                 |
| Tor:          | Jaroslav Janus                               |

## Division I

### Gruppe A in Herisau, Schweiz
Die Weltmeisterschaft der Gruppe A in der Division I fand vom 14. bis zum 20. Dezember 2008 in Herisau in der Schweiz statt. Die Spiele wurden im Sportzentrum Herisau mit 3.500 Plätzen ausgetragen. Der Schweizer Auswahl gelang nach dem Abstieg im Vorjahr ungeschlagen die Rückkehr in die Top-Division. Ohne jeden Punktgewinn und mit einer Tordifferenz von minus 70 musste Neuling Estland hingegen den sofortigen Gang in die Division II antreten.
| 14. Dezember 2008 13:00 Uhr | Frankreich S. Da Costa (1:42) G. Avenel (30:14) | 2:1 (1:0, 1:0, 0:1) Spielbericht | Slowenien Ž. Pance (52:10) | Sportzentrum, Herisau Zuschauer: 217 |

| 14. Dezember 2008 16:30 Uhr | Estland U. Mölder (34:46) | 1:12 (0:7, 1:2, 0:3) Spielbericht | Schweiz P. Berger (6:07) S. Moser (8:14) P. Berger (11:55) S. Moser (13:22) M. Zigerli (15:39) E. Chiriayev (16:45) G. Sciaroni (18:44) M. Zigerli (21:44) R. Josi (32:04) S. Moser (49:09) S. Moser (50:52) R. Josi (55:03) | Sportzentrum, Herisau Zuschauer: 1.012 |

| 14. Dezember 2008 20:00 Uhr | Polen | 0:4 (0:1, 0:1, 0:2) Spielbericht | Belarus U. Michajlau (17:08) S. Scheljeh (36:39) A. Dsjamkou (46:14) D. Wjeramejtschyk (55:54) | Sportzentrum, Herisau Zuschauer: 238 |

| 15. Dezember 2008 16:30 Uhr | Slowenien A. Novak (4:41) Ž. Pance (5:10) R. Tičar (6:21) Ž. Pance (7:53) B. Gregorc (8:38) D. Sefič (10:37) J. Ankerst (12:26) D. Rakanović (13:19) A. Magovac (15:13) R. Tičar (21:04) D. Rakanović (22:15) A. Florjančič (24:57) L. Bašič (26:39) J. Urbas (27:22) E. Pance (29:52) M. Ahačič (35:06) L. Bašič (35:28) Ž. Pance (37:25) L. Ščap (40:26) J. Ankerst (41:16) Ž. Pance (43:56) D. Rakanović (55:08) | 22:2 (9:1, 9:1, 4:0) Spielbericht | Estland J. Süvaoja (17:44) K. Karik (31:14) | Sportzentrum, Herisau Zuschauer: 565 |

| 15. Dezember 2008 20:00 Uhr | Schweiz R. Schlagenhauf (3:31) M. Zigerli (4:03) P. Schommer (6:49) G. Sciaroni (45:43) M. Wolf (54:48) | 5:1 (3:1, 0:0, 2:0) Spielbericht | Polen K. Bryniczka (17:57) | Sportzentrum, Herisau Zuschauer: 1.320 |

| 16. Dezember 2008 16:30 Uhr | Belarus I. Waraschylau (5:49) A. Kisly (22:29) M. Stefanowitsch (23:46) S. Drosd (38:20) P. Raswadouski (40:49) D. Korabau (43:08) S. Drosd (51:37) I. Rewenka (59:15) | 8:2 (1:1, 3:0, 4:1) Spielbericht | Frankreich T. Sage Vallier (4:40) Y. Auvitu (49:33) | Sportzentrum, Herisau Zuschauer: 540 |

| 17. Dezember 2008 13:00 Uhr | Estland I. Lavrov (48:05) M. Võrang (50:28) | 2:4 (0:0, 0:2, 2:2) Spielbericht | Polen T. Cieślicki (20:17) K. Bryniczka (29:29) M. Struzyk (49:34) J. Witecki (57:23) | Sportzentrum, Herisau Zuschauer: 138 |

| 17. Dezember 2008 16:30 Uhr | Belarus S. Drosd (25:32) I. Rewenka (28:02) A. Panou (31:38) S. Drosd (33:49) D. Wjeramejtschyk (51:54) A. Kolassau (53:09) A. Kolassau (57:02) | 7:2 (0:0, 4:1, 3:1) Spielbericht | Slowenien A. Florjančič (21:55) B. Gregorc (47:09) | Sportzentrum, Herisau Zuschauer: 356 |

| 17. Dezember 2008 20:00 Uhr | Schweiz M. Zigerli (11:15) G. Sciaroni (16:22) E. Froidevaux (18:44) S. Moser (27:49) P. Berger (56:08) G. Sciaroni (59:22) | 6:2 (3:1, 1:1, 2:0) Spielbericht | Frankreich A. Roussel (13:52) A. Roussel (39:42) | Sportzentrum, Herisau Zuschauer: 1.098 |

| 18. Dezember 2008 20:00 Uhr | Slowenien A. Florjančič (1:51) J. Ankerst (36:08) | 2:6 (1:2, 1:1, 0:3) Spielbericht | Schweiz M. Zigerli (9:25) P. Berger (19:30) P. Berger (34:11) Y. Blaser (40:38) A. Berger (44:45) G. Sciaroni (47:52) | Sportzentrum, Herisau Zuschauer: 885 |

| 19. Dezember 2008 16:30 Uhr | Polen M. Struzyk (44:31) T. Kulas (52:16) | 2:8 (0:3, 0:4, 2:1) Spielbericht | Frankreich N. Arrossamena (4:04) A. Roussel (10:39) G. Avenel (13:05) Y. Auvitu (28:19) S. Da Costa (28:28) R. Rimann (29:49) A. Roussel (39:42) R. Rimann (57:44) | Sportzentrum, Herisau Zuschauer: 232 |

| 19. Dezember 2008 20:00 Uhr | Belarus I. Waraschylau (3:31) U. Michajlau (5:49) M. Stefanowitsch (8:55) P. Raswadouski (10:04) I. Rewenka (17:26) A. Dsjamkou (21:03) S. Drosd (21:45) A. Jaronau (31:44) A. Kisly (34:50) U. Michajlau (35:58) I. Rewenka (36:59) M. Stefanowitsch (40:47) S. Drosd (42:21) P. Raswadouski (45:01) M. Stefanowitsch (47:45) A. Kisly (49:58) S. Drosd (53:01) P. Raswadouski (56:27) A. Kisly (56:39) | 19:1 (5:1, 6:0, 8:0) Spielbericht | Estland U. Mölder (4:11) | Sportzentrum, Herisau Zuschauer: 240 |

| 20. Dezember 2008 13:00 Uhr | Slowenien A. Ropret (2:52) Ž. Pance (15:15) A. Ropret (42:42) E. Pance (49:10) | 4:0 (2:0, 0:0, 2:0) Spielbericht | Polen | Sportzentrum, Herisau Zuschauer: 152 |

| 20. Dezember 2008 16:30 Uhr | Frankreich A. Roussel (3:40) R. Papa (13:11) R. Rimann (14:27) G. Avenel (15:57) R. Papa (16:07) V. Kara (22:08) J. Baylacq (24:40) N. Arrossamena (28:17) V. Kara (28:49) R. Papa (30:19) R. Gaborit (33:38) G. Avenel (36:18) M. André (38:55) Y. Auvitu (40:24) G. Avenel (44:35) S. Da Costa (47:14) N. Arrossamena (47:41) A. Roussel (51:24) S. Da Costa (55:16) | 19:0 (5:0, 8:0, 6:0) Spielbericht | Estland | Sportzentrum, Herisau Zuschauer: 260 |

| 20. Dezember 2008 20:00 Uhr | Schweiz E. Froidevaux (0:20) R. Josi (56:51) | 2:1 (1:1, 0:0, 1:0) Spielbericht | Belarus I. Rewenka (15:05) | Sportzentrum, Herisau Zuschauer: 2.625 |

| Pl. |            | Sp | S | OTS | OTN | N | Tore  | Punkte |
| 1.  | Schweiz    | 5  | 5 | 0   | 0   | 0 | 31:07 | 15     |
| 2.  | Belarus    | 5  | 4 | 0   | 0   | 1 | 39:07 | 12     |
| 3.  | Frankreich | 5  | 3 | 0   | 0   | 2 | 33:17 | 9      |
| 4.  | Slowenien  | 5  | 2 | 0   | 0   | 3 | 31:17 | 6      |
| 5.  | Polen      | 5  | 1 | 0   | 0   | 4 | 07:23 | 3      |
| 6.  | Estland    | 5  | 0 | 0   | 0   | 5 | 06:76 | 0      |

Abkürzungen: Pl. = Platz, Sp = Spiele, S = Siege, OTS = Siege nach Verlängerung (Overtime) oder Penaltyschießen, OTN = Niederlagen nach Verlängerung oder Penaltyschießen, N = Niederlagen

Erläuterungen: Aufsteiger in die Top-Division, Absteiger in die Division II

#### Division-I-Siegermannschaft: Schweiz
| Division-I-Aufsteiger Schweiz | Oliver Baur, Alain Berger, Pascal Berger, Yannick Blaser, Evgeni Chiriayev, Damiano Ciaccio, Jannik Fischer, Etienne Froidevaux, Jeffrey Füglister, Patrick Geering, Mauro Jörg, Roman Josi, Romain Loeffel, Simon Moser, Yves Müller, Roman Schlagenhauf, Patrick Schommer, Grégory Sciaroni, Lukas Stoop, Antoine Todeschini, Mike Wolf, Manuel Zigerli Trainer: Jakob Kölliker |

### Gruppe B in Aalborg, Dänemark
Die Weltmeisterschaft der Gruppe B in der Division I fand vom 15. bis zum 21. Dezember 2008 in Aalborg in Dänemark statt. Alle Spiele fanden in der Gigantium Isarena statt, die 5.000 Zuschauern Platz bietet. Der österreichischen Auswahl gelang trotz einer 1:2-Niederlage nach Verlängerung gegen Italien der Gruppensieg vor Gastgeber Dänemark. Damit stiegen die Alpenländler nach fünf Jahren Zweitklassigkeit wieder in die Top-Division auf. Hingegen musste das Team aus Ungarn, das lediglich beim 3:4 nach Penaltyschießen gegen Norwegen einen Punkt erringen konnte, in die Division II absteigen.
| 15. Dezember 2008 13:15 Uhr | Ukraine M. Kwittschenko (30:16) M. Buzenko (59:48) | 2:4 (0:1, 1:2, 1:1) Spielbericht | Norwegen A. Martinsen (12:42) A. Martinsen (25:51) S. Espeland (33:59) A. Rindal (56:25) | Gigantium Isarena, Aalborg Zuschauer: 173 |

| 15. Dezember 2008 16:45 Uhr | Ungarn I. Mestyán (6:19) I. Bartalis (9:24) | 2:6 (2:1, 0:5, 0:0) Spielbericht | Österreich R. Lembacher (7:47) S. Ulmer (21:10) A. Kristler (27:06) S. Jakobitsch (32:41) T. Hundertpfund (36:52) M. Pirmann (39:11) | Gigantium Isarena, Aalborg Zuschauer: 224 |

| 15. Dezember 2008 20:15 Uhr | Italien F. Runer (59:37) | 1:2 (0:0, 0:1, 1:1) Spielbericht | Dänemark F. Storm (36:23) L. Holgaard (45:29) | Gigantium Isarena, Aalborg Zuschauer: 1.096 |

| 16. Dezember 2008 13:15 Uhr | Österreich M. Fischer (3:50) P. Divjak (20:21) T. Hundertpfund (39:35) P. Divjak (20:21) M. Schiechl (48:00) A. Kristler (58:49) | 6:2 (1:0, 2:2, 3:0) Spielbericht | Ukraine I. Sljussar (24:52) J. Dschiubenko (36:32) | Gigantium Isarena, Aalborg Zuschauer: 147 |

| 16. Dezember 2008 16:45 Uhr | Norwegen M. Rosseli Olsen (9:00) A. Martinsen (21:43) S. Winkler (30:12) A. Martinsen (52:53) | 4:1 (1:0, 2:0, 1:1) Spielbericht | Italien A. Bernard (47:00) | Gigantium Isarena, Aalborg Zuschauer: 188 |

| 16. Dezember 2008 16:45 Uhr | Dänemark L. Eller (0:31) J. Henriksen (4:06) L. Lassen (36:29) L. Lassen (51:40) L. Holgaard (59:21) | 5:2 (2:0, 1:1, 2:1) Spielbericht | Ungarn N. Dancsfalvi (34:42) G. Nagy (43:43) | Gigantium Isarena, Aalborg Zuschauer: 1.114 |

| 18. Dezember 2008 13:15 Uhr | Italien T. Traversa (7:10) A. Bernard (14:40) T. Ebner (24:45) M. Insam (26:05) M. Gander (39:02) M. Insam (42:09) M. Insam (54:29) D. Fabris (57:48) | 8:2 (2:1, 3:0, 3:1) Spielbericht | Ungarn Á. Fekti (3:19) I. Mestyán (52:26) | Gigantium Isarena, Aalborg Zuschauer: 92 |

| 18. Dezember 2008 16:45 Uhr | Österreich M. Schiechl (1:24) S. Ulmer (2:47) F. Scholz (26:17) S. Ulmer (28:17) P. Divjak (40:36) S. Ulmer (47:19) P. Divjak (54:13) | 7:0 (2:0, 2:0, 3:0) Spielbericht | Norwegen | Gigantium Isarena, Aalborg Zuschauer: 187 |

| 18. Dezember 2008 20:15 Uhr | Dänemark A. Jensen (24:19) L. Holgaard (56:00) | 2:0 (0:0, 1:0, 1:0) Spielbericht | Ukraine | Gigantium Isarena, Aalborg Zuschauer: 1.209 |

| 19. Dezember 2008 13:15 Uhr | Österreich M. Pirmann (52:58) | 1:2 n. V. (0:0, 0:1, 1:0, 0:1) Spielbericht | Italien S. Kostner (27:22) T. Ebner (61:01) | Gigantium Isarena, Aalborg Zuschauer: 127 |

| 19. Dezember 2008 16:45 Uhr | Ungarn T. Erdélyi (30:30) A. Tóth (33:04) | 2:5 (0:1, 2:1, 0:3) Spielbericht | Ukraine O. Sadojenko (5:20) M. Kwittschenko (38:56) M. Dolynin (45:58) M. Buzenko (47:05) M. Buzenko (49:35) | Gigantium Isarena, Aalborg Zuschauer: 107 |

| 19. Dezember 2008 20:15 Uhr | Norwegen S. Espeland (4:19) K. Olimb (42:28) | 2:4 (1:3, 0:0, 1:1) Spielbericht | Dänemark K. Gommesen (5:33) L. Lassen (9:37) L. Eller (15:04) S. Grønvaldt (42:28) | Gigantium Isarena, Aalborg Zuschauer: 1.437 |

| 21. Dezember 2008 13:15 Uhr | Norwegen A. Rindal (4:54) M. Larsen Mostue (32:23) S. Winkler (57:55) K. Olimb (PS) | 4:3 n. P. (1:1, 1:2, 1:0, 0:0, 1:0) Spielbericht | Ungarn D. Kóger (6:57) A. Pavuk (27:30) D. Roczanov (35:20) | Gigantium Isarena, Aalborg Zuschauer: 143 |

| 21. Dezember 2008 16:45 Uhr | Ukraine I. Sljussar (20:14) | 1:2 (0:0, 1:1, 0:1) Spielbericht | Italien M. Tutzer (23:18) T. Traversa (58:03) | Gigantium Isarena, Aalborg Zuschauer: 283 |

| 21. Dezember 2008 20:15 Uhr | Dänemark J. Henriksen (24:13) L. Holgaard (32:09) L. Eller (40:44) | 3:8 (0:0, 2:3, 1:5) Spielbericht | Österreich D. Heinrich (27:29) S. Ulmer (28:10) T. Hundertpfund (31:13) T. Hundertpfund (46:49) P. Maier (51:04) S. Jakobitsch (57:35) S. Bacher (58:08) S. Bacher (59:29) | Gigantium Isarena, Aalborg Zuschauer: 1.805 |

| Pl. |            | Sp | S | OTS | OTN | N | Tore  | Punkte |
| 1.  | Österreich | 5  | 4 | 0   | 1   | 0 | 28:09 | 13     |
| 2.  | Dänemark   | 5  | 4 | 0   | 0   | 1 | 16:13 | 12     |
| 3.  | Norwegen   | 5  | 2 | 1   | 0   | 2 | 17:17 | 8      |
| 4.  | Italien    | 5  | 2 | 1   | 0   | 2 | 14:10 | 8      |
| 5.  | Ukraine    | 5  | 1 | 0   | 0   | 4 | 10:16 | 3      |
| 6.  | Ungarn     | 0  | 0 | 0   | 1   | 4 | 11:28 | 1      |

Abkürzungen: Pl. = Platz, Sp = Spiele, S = Siege, OTS = Siege nach Verlängerung (Overtime) oder Penaltyschießen, OTN = Niederlagen nach Verlängerung oder Penaltyschießen, N = Niederlagen

Erläuterungen: Aufsteiger in die Top-Division, Absteiger in die Division II

#### Division-I-Siegermannschaft: Österreich
| Division-I-Aufsteiger Österreich | Stefan Bacher, Patrick Divjak, Alexander Feichtner, Mario Fischer, Dominique Heinrich, Raphael Herburger, Lorenz Hirn, Thomas Hundertpfund, Maximilian Oliver Isopp, Silvio Jakobitsch, Andreas Kristler, Robert Lembacher, Patrick Maier, Daniel Mitterdorfer, Florian Mühlstein, Alexander Pallestrang, Markus Pirmann, Roman Scheiber, Michael Schiechl, Fabian Scholz, Stefan Ulmer, Marco Wieser Trainer: Dieter Werfring |

### Auf- und Abstieg
| Absteiger in die Division I:    | Deutschland, Kasachstan |
| Aufsteiger in die Top-Division: | Österreich, Schweiz     |
| Absteiger in die Division II:   | Estland, Ungarn         |
| Aufsteiger in die Division I:   | Japan, Kroatien         |

## Division II

### Gruppe A in Miercurea Ciuc, Rumänien
Vom 15. bis zum 21. Dezember 2008 fand in Miercurea Ciuc in Rumänien die Weltmeisterschaft der Gruppe A in der Division II statt. Spielstätte war die Vákár Lajos Műjégpálya, in der 4.000 Zuschauer Platz finden. Trotz einer Niederlage gegen die südkoreanische Mannschaft konnte Japan aufgrund eines 5:4-Erfolges im entscheidenden letzten Gruppenspiel gegen Litauen nach drei Jahren die Rückkehr in die Division I feiern.
| 15. Dezember 2008 13:30 Uhr | Südkorea | 1:4 (0:2, 1:0, 0:2) Spielbericht | Litauen | Vákár Lajos Műjégpálya, Miercurea Ciuc Zuschauer: 75 |

| 15. Dezember 2008 17:00 Uhr | Serbien | 2:6 (1:2, 1:1, 0:3) Spielbericht | Belgien | Vákár Lajos Műjégpálya, Miercurea Ciuc Zuschauer: 70 |

| 15. Dezember 2008 20:30 Uhr | Japan | 12:0 (1:0, 3:0, 8:0) Spielbericht | Rumänien | Vákár Lajos Műjégpálya, Miercurea Ciuc Zuschauer: 400 |

| 16. Dezember 2008 13:30 Uhr | Litauen | 9:1 (2:0, 2:1, 5:0) Spielbericht | Belgien | Vákár Lajos Műjégpálya, Miercurea Ciuc Zuschauer: 50 |

| 16. Dezember 2008 17:00 Uhr | Japan | 4:5 (1:1, 1:3, 2:1) Spielbericht | Südkorea | Vákár Lajos Műjégpálya, Miercurea Ciuc Zuschauer: 100 |

| 16. Dezember 2008 20:30 Uhr | Rumänien | 2:3 n. V. (0:1, 1:1, 1:0, 0:1) Spielbericht | Serbien | Vákár Lajos Műjégpálya, Miercurea Ciuc Zuschauer: 300 |

| 18. Dezember 2008 13:30 Uhr | Japan | 11:1 (4:0, 3:1, 4:0) Spielbericht | Serbien | Vákár Lajos Műjégpálya, Miercurea Ciuc Zuschauer: 79 |

| 18. Dezember 2008 17:00 Uhr | Südkorea | 5:4 (0:1, 3:2, 2:1) Spielbericht | Belgien | Vákár Lajos Műjégpálya, Miercurea Ciuc Zuschauer: 100 |

| 18. Dezember 2008 20:30 Uhr | Litauen | 8:1 (2:1, 4:0, 2:0) Spielbericht | Rumänien | Vákár Lajos Műjégpálya, Miercurea Ciuc Zuschauer: 420 |

| 19. Dezember 2008 13:30 Uhr | Belgien | 1:13 (0:3, 0:5, 1:5) Spielbericht | Japan | Vákár Lajos Műjégpálya, Miercurea Ciuc Zuschauer: 70 |

| 19. Dezember 2008 17:00 Uhr | Serbien | 1:10 (0:3, 1:3, 0:4) Spielbericht | Litauen | Vákár Lajos Műjégpálya, Miercurea Ciuc Zuschauer: 60 |

| 19. Dezember 2008 20:30 Uhr | Rumänien | 3:4 n. P. (2:1, 1:1, 0:1, 0:0, 0:1) Spielbericht | Südkorea | Vákár Lajos Műjégpálya, Miercurea Ciuc Zuschauer: 300 |

| 21. Dezember 2008 13:30 Uhr | Südkorea | 4:3 n. P. (1:2, 0:1, 2:0, 0:0, 1:0) Spielbericht | Serbien | Vákár Lajos Műjégpálya, Miercurea Ciuc Zuschauer: 50 |

| 21. Dezember 2008 17:00 Uhr | Litauen | 4:5 (1:3, 1:0, 2:2) Spielbericht | Japan | Vákár Lajos Műjégpálya, Miercurea Ciuc Zuschauer: 250 |

| 21. Dezember 2008 20:30 Uhr | Belgien | 5:3 (2:2, 2:0, 1:1) Spielbericht | Rumänien | Vákár Lajos Műjégpálya, Miercurea Ciuc Zuschauer: 450 |

| Pl. |          | Sp | S | OTS | OTN | N | Tore  | Punkte |
| 1.  | Japan    | 5  | 4 | 0   | 0   | 1 | 45:11 | 12     |
| 2.  | Litauen  | 5  | 4 | 0   | 0   | 1 | 35:09 | 12     |
| 3.  | Südkorea | 5  | 2 | 2   | 0   | 1 | 19:18 | 10     |
| 4.  | Belgien  | 5  | 2 | 0   | 0   | 3 | 17:32 | 6      |
| 5.  | Serbien  | 5  | 0 | 1   | 1   | 3 | 10:33 | 3      |
| 6.  | Rumänien | 5  | 0 | 0   | 2   | 3 | 09:32 | 2      |

Abkürzungen: Pl. = Platz, Sp = Spiele, S = Siege, OTS = Siege nach Verlängerung (Overtime) oder Penaltyschießen, OTN = Niederlagen nach Verlängerung oder Penaltyschießen, N = Niederlagen

Erläuterungen: Aufsteiger in die Division I

### Gruppe B in Logroño, Spanien
Das Turnier der Gruppe B in der Division II wurde vom 10. bis zum 15. Januar 2009 in Logroño in Spanien ausgetragen. Alle Spiele fanden im Centro Deportivo Municipal Lobete statt, das eine Zuschauerkapazität von 1.000 Plätzen hat. Sechs Jahre nach dem Abstieg aus der Division I gelang der kroatischen Auswahl der ohne Punktverlust der Wiederaufstieg. Schlussendlich entscheidend war bereits das allererste Turnierspiel, in dem die Kroaten gegen Großbritannien mit 3:2 obsiegen konnten.
| 10. Januar 2009 13:00 Uhr | Kroatien | 3:2 (2:0, 0:0, 1:2) Spielbericht | Großbritannien | Centro Deportivo Municipal Lobete, Logroño Zuschauer: 78 |

| 10. Januar 2009 16:30 Uhr | Niederlande | 7:1 (4:1, 2:0, 1:0) Spielbericht | Mexiko | Centro Deportivo Municipal Lobete, Logroño Zuschauer: 70 |

| 10. Januar 2009 20:00 Uhr | Volksrepublik China | 1:5 (1:2, 0:3, 0:0) Spielbericht | Spanien | Centro Deportivo Municipal Lobete, Logroño Zuschauer: 500 |

| 11. Januar 2009 13:00 Uhr | Niederlande | 3:4 (1:2, 2:1, 0:1) Spielbericht | Kroatien | Centro Deportivo Municipal Lobete, Logroño Zuschauer: 200 |

| 11. Januar 2009 16:30 Uhr | Mexiko | 4:2 (2:1, 0:0, 2:1) Spielbericht | Volksrepublik China | Centro Deportivo Municipal Lobete, Logroño Zuschauer: 125 |

| 11. Januar 2009 20:00 Uhr | Großbritannien | 6:0 (2:0, 2:0, 2:0) Spielbericht | Spanien | Centro Deportivo Municipal Lobete, Logroño Zuschauer: 750 |

| 12. Januar 2009 13:00 Uhr | Niederlande | 10:0 (6:0, 2:0, 2:0) Spielbericht | Volksrepublik China | Centro Deportivo Municipal Lobete, Logroño Zuschauer: 120 |

| 12. Januar 2009 16:30 Uhr | Großbritannien | 7:1 (3:0, 3:1, 1:0) Spielbericht | Mexiko | Centro Deportivo Municipal Lobete, Logroño Zuschauer: 74 |

| 12. Januar 2009 20:00 Uhr | Kroatien | 5:4 (1:1, 2:2, 2:1) Spielbericht | Spanien | Centro Deportivo Municipal Lobete, Logroño Zuschauer: 450 |

| 14. Januar 2009 13:00 Uhr | Volksrepublik China | 2:9 (0:3, 1:5, 1:1) Spielbericht | Großbritannien | Centro Deportivo Municipal Lobete, Logroño Zuschauer: 80 |

| 14. Januar 2009 16:30 Uhr | Mexiko | 2:10 (0:1, 0:4, 2:5) Spielbericht | Kroatien | Centro Deportivo Municipal Lobete, Logroño Zuschauer: 90 |

| 14. Januar 2009 20:00 Uhr | Spanien | 2:4 (1:0, 1:4, 0:0) Spielbericht | Niederlande | Centro Deportivo Municipal Lobete, Logroño Zuschauer: 540 |

| 15. Januar 2009 13:00 Uhr | Kroatien | 12:4 (6:2, 2:2, 4:0) Spielbericht | Volksrepublik China | Centro Deportivo Municipal Lobete, Logroño Zuschauer: 90 |

| 15. Januar 2009 16:30 Uhr | Großbritannien | 5:4 (2:0, 2:2, 1:2) Spielbericht | Niederlande | Centro Deportivo Municipal Lobete, Logroño Zuschauer: 150 |

| 15. Januar 2009 20:00 Uhr | Spanien | 1:3 (0:0, 0:1, 1:2) Spielbericht | Mexiko | Centro Deportivo Municipal Lobete, Logroño Zuschauer: 800 |

| Pl. |                     | Sp | S | OTS | OTN | N | Tore  | Punkte |
| 1.  | Kroatien            | 5  | 5 | 0   | 0   | 0 | 34:15 | 15     |
| 2.  | Großbritannien      | 5  | 4 | 0   | 0   | 1 | 29:10 | 12     |
| 3.  | Niederlande         | 5  | 3 | 0   | 0   | 2 | 28:12 | 9      |
| 4.  | Mexiko              | 5  | 2 | 0   | 0   | 3 | 11:27 | 6      |
| 5.  | Spanien             | 5  | 1 | 0   | 0   | 4 | 12:19 | 3      |
| 6.  | Volksrepublik China | 5  | 0 | 0   | 0   | 5 | 09:40 | 0      |

Abkürzungen: Pl. = Platz, Sp = Spiele, S = Siege, OTS = Siege nach Verlängerung (Overtime) oder Penaltyschießen, OTN = Niederlagen nach Verlängerung oder Penaltyschießen, N = Niederlagen

Erläuterungen: Aufsteiger in die Division I

### Auf- und Abstieg
| Absteiger in die Division II: | Estland, Ungarn |
| Aufsteiger in die Division I: | Japan, Kroatien |